# Lycophotia virgata
Lycophotia virgata là một loài bướm đêm trong họ Noctuidae.